# 六つの改革
六つの改革（むっつのかいかく）とは、橋本内閣が最重要課題と位置づけて行った、行政改革、財政構造改革、社会保障構造改革、経済構造改革、金融システム改革（金融ビッグバン）、教育改革からなる、6つの改革のこと。六大改革ともいう。

## 経緯
1996年（平成8年）1月11日、村山内閣が総辞職すると、自社さ連立のもとで第1次橋本内閣が発足した。橋本は同月22日の第136回国会での施政方針演説で、「私は、この内閣の使命を「変革」と「創造」とし、一層強固な三党連立の信頼関係の下、強靱な日本経済の再建、長生きしてよかったと思える長寿社会の建設、平和と繁栄の創造のための自立的な外交の展開、これらを実現するための行財政改革の推進、の四点をこの内閣の最重要課題と位置づけてまいります。」と述べた。その後、約8ヶ月後の9月27日に衆議院を解散、10月20日に衆院選（第41回衆議院議員総選挙）が行われる。選挙の結果、社会民主党（日本社会党が村山内閣の総辞職後に改名）と新党さきがけは野党になり、自民党単独内閣として11月7日に第2次橋本内閣が発足する。
橋本は、同年11月29日、第139回国会での施政方針演説で「私は、国民一人一人が将来に夢や目標を抱き、創造性とチャレンジ精神を存分に発揮できる社会を目標とします。その実現のために、行政改革、経済構造改革、金融システム改革、社会保障構造改革、財政構造改革の五つの改革を本内閣の最重要課題といたします。」と述べ、五つの改革を提唱。
1997年（平成9年）1月20日、橋本は第140回国会での施政方針演説で、「戦後五十年の間、わが国は、国民各層、そして地域の平等性を求めながら、豊かな国民生活を手に入れることを目標としてまいりました。」「しかしながら、世界が一体化し、人、物、資金、情報が自由に移動する時代にあって、現在の仕組みが、かえってわが国の活力ある発展を妨げていることは明らかであり、世界の潮流を先取りする経済社会システムを一日も早く創造しなければなりません。」「私が、行政、財政、社会保障、経済、金融システムに教育を加えた六つの改革を一体的に断行しなければならないと申し上げているのは、まさにこのためであります。」と述べ、六つの改革の必要性を訴えた。